# F-ruimte
In de functionaalanalyse, een onderdeel van de wiskunde, is een F-ruimte een topologische vectorruimte waarop onder meer de open afbeeldingsstelling van toepassing is. F-ruimten zijn generalisaties van fréchet-ruimten.

## Definitie
Een F-ruimte is een topologische vectorruimte waarvan de topologie afkomstig is van een translatie-invariante metriek en die (als metrische ruimte) volledig is.
Een metriek {\displaystyle d:X\times X\to \mathbb {R} ^{+}} heet translatie-invariant als de afstand tussen twee willekeurige punten ongewijzigd blijft bij het verschuiven van de twee punten over eenzelfde vector. Dus als voor alle {\displaystyle x,y,z\in X}
{\displaystyle d(x,y)=d(x+z,y+z)}
Deze definitie generaliseert die van een fréchet-ruimte, doordat geen lokale convexiteit meer geëist wordt. Deze terminologie is niet universeel: sommige auteurs eisen geen lokale convexiteit bij fréchet-ruimten, en andere nemen lokale convexiteit op in de definitie van een F-ruimte.

## Voorbeelden

Dit tweedimensionale model geeft een idee waarom de oneindigdimensionale voor niet lokaal convex zijn. De eenheidsbol in voor de afstandsfunctie is een niet-convexe figuur afgebakend door een astroïde

Alle fréchet-ruimten, en dus in het bijzonder alle banachruimten, zijn F-ruimten.
Voorbeelden van F-ruimten die niet lokaal convex zijn, worden geleverd door de {\displaystyle L^{p}}-ruimten van meetbare (reëel- of complexwaardige) functieklassen op het interval {\displaystyle [0,1]} voor gegeven vaste {\displaystyle p} met {\displaystyle 0<p<1}.
De functie
{\displaystyle d(f,g)=\int _{0}^{1}|f(x)-g(x)|^{p}\,\mathrm {d} x}
is een translatie-invariante metriek op {\displaystyle L^{p}}, en {\displaystyle (L^{p},d)} is een volledige metrische ruimte, maar deze ruimte heeft geen enkele convexe open deelverzameling behalve de lege verzameling en de ruimte zelf.